# Пеліней
Пеліне́й (рум. Pelinei) — село в Кагульському районі Молдови, є центром комуни, до якої також входить село Сатук.
Село розташоване у верхів'ї річки Кагул. Вперше згадується в документах 1708 року.